# 平仄
平仄，是文言韻文中用字的聲調。平指平直，仄指曲折。根據隋朝至宋朝時期修訂的韻書，如《切韻》、《廣韻》等，中古漢語分四種聲調，稱為平、上、去、入。除了平聲，其餘三種聲調有高低變化，故統稱為仄聲。詩詞中平仄的運用有一定格式，稱為格律。
元朝中原漢語語音大變，根據周德清所著《中原音韵》，入聲消失，平聲分為陽平、陰平。現代标准官話沒有入聲，第一、第二聲稱為陰平、陽平，是由中古漢語的平聲演變而來。第三上聲、第四聲去聲則為仄聲。但陽平聲本身的音調並非平直，是從中音滑向高音的聲調，而古時的入聲字已經變為平聲、上聲或去聲。現存漢語中，南方漢語分支如粵語、吳語、江淮官話、閩語、客語以及北方的晉語則保留了入聲，絕句一可押韻也可不押韻，三句不可押韻，二、四句要押韻。就四聲與平仄的關係來說，通常以「上」、「去」、「入」為仄聲，「陰平」、「陽平」為平聲。
「平」分「陰平」和「陽平」，「陰平」是現在官話的第一聲，「陽平」是第二聲；「仄」分「上」、「去」和「入」：「上」的讀音是ㄕㄤˇ，是現在的第三聲。也有少數是第四聲，例如「是」、「跪」、「去」等，就是現在官話中的第四聲；「入」最特別，是急促的，像英語中，-k、-t、-p音後接母音的音節（例如 let, back, keep 等），但不念出後面的音。它已在現在的官話中消失，第一聲至第四聲都有可能，但在不少漢語方言中仍有保留，如粵語、閩語、客家語等。入聲字的例子有：的、不、竹、菊、白、石、一、屋、玉、月、燭、德、福等。輕聲方面，因為古人沒有這個聲調，所以它不算在內。
由於要完全平仄協調，可能會因爲用詞而曲解了原作者的含意（以詞害意），因此有依照律詩「一三五不論，二四六分明」的變通方法。

## 聲調
- 平聲：音調平直
- 仄聲：分三種
  - 上聲－高昂
  - 去聲－哀沉
  - 入聲－短促

因此平仄又常被分為四聲：分別是平、上、去、入四種聲調。中國古籍中有不少說明。其中日本遣唐僧人空海《s:文鏡秘府論#文筆十病得失》有言：「平聲哀而安，上聲厲而舉，去聲清而遠，入聲直而促。」明朝僧人釋真空在《玉鑰匙歌訣》提到：「平聲平道莫低昂，上聲高呼猛烈強，去聲分明哀遠道，入聲短促急收藏。」而清朝文學家顧炎武在《音論》一書中簡短的說明為：「平聲輕遲，上、去、入之聲重疾。」
現代不少漢語語系的上聲從低音滑至高音，去聲從高音滑至低音，但古時具體调值，現已難於確考。

## 近體詩中的平仄
平仄的組合在近體詩中有固定的格式，稱為格律。例如詩中的第一句為「仄仄平平仄」，如此第二句就應該是「平平仄仄平」。
例：杜甫《春望》
國
破
山
河
在

城
春
草
木
深
由於現代标准官話裡沒有入聲，因此用現代标准官話唸詩，可能會出現「平仄不調」的情況。在以上例子中，雖然「國」字屬於入聲，但在現代标准官話裡卻是陽平聲（第二聲）。若以普通話唸出上述兩句，则为「平仄平平仄，平平仄仄平」。
对比各種漢語，粵語、客語及閩語等漢語分支仍保留中古漢語裡平上去入的对立。有些在四声的基础上，根据声母的清浊进一步分化出阴阳二调（甚至更多）。例如，粵語九聲中有陰平、陰上、陰去、陽平、陽上、陽去、高陰入、低陰入及陽入聲九聲。

### 書籍
- 王, 力. . 北京: 中華書局. 1977. ISBN 9787101022643.
- 王力. . 上海教育出版社. 2002  [2018-12-16]. ISBN 9787532083251. （原始内容存档于2022-01-03） （中文）.

### 文獻
1. ↑  竺, 家寧. . . 五南圖書出版股份有限公司. 1992: 353–355  [2018-12-16]. ISBN 9789571105109. （原始内容存档于2018-12-16） （中文（臺灣））.
2. ↑  張群顯.  (PDF). 香港理工大學. 2016  [2019-04-28]. （原始内容存档 (PDF)于2018-12-23）.